# Breuer János
Breuer János (Budapest, 1932. június 8. – 2016. április 10.) zenetörténész, zenekritikus, szerkesztő.

## Élete
1950 és 1953 között a Zeneakadémián a karvezető, majd 1958-ig a zenetudományi szakot végezte, többek közt Bárdos Lajos, Kókai Rezső, Szabolcsi Bence növendékeként. 1958-tól fogva a Magyar Zeneművészek Szövetségének, 1990 és ’96 között a Magyar Zenei Tanácsnak tudományos munkatársaként dolgozott. 1961-től fogva a Magyar Zene szerkesztője, 1970-től 1996-ig felelős szerkesztője. 1962-től a Népszabadság hangversenykritikusa volt.
Fő kutatási területe a XX. század magyar zenetörténete.

## Önálló kötetei
[Megjelenési hely: Budapest, ha másképp nem jelezzük]
- Dávid Gyula 1966
- Harminc év magyar zenekultúrája. Zeneműkiadó, 1975. ISBN 9633300800
- Kodály-dokumentumok I. Németország 1910–1944. 1976
- Bartók és Kodály. Tanulmányok századunk magyar zenetörténetéhez. Magvető, 1978. ISBN 963270794X
- Tizenhárom óra Kadosa Pállal. Zeneműkiadó, 1978. ISBN 9633302625
- Hagyomány és korszerűség a mai magyar zenében. TIT Művészeti Választmánya, 1979. ISBN 9634114547
- Kodály-kalauz. Zeneműkiadó, 1982. ISBN 9633304547
- Negyven év magyar zenekultúrája. Zeneműkiadó, 1985. ISBN 9633305764
- Szovjet zene Magyarországon. 1920–1944. Zeneműkiadó, 1987. ISBN 963330654X
- A Guide to Kodály. Corvina, 1990. ISBN 9631329089
- Fejezetek Lajtha Lászlóról. Editio Musica, 1992. ISBN 9633307104
- Kodály Zoltán. Mágus K., 1999. ISBN 9638278528 (angol és francia nyelven is)
- Kodály és kora. Válogatott tanulmányok; Kodály Intézet, Kecskemét, 2002

Operaházi műsorfüzetek

## Díjai, elismerései
- Erkel Ferenc-díj (1979)
- A Magyar Alkotóművészek Országos Egyesületének nagydíja (1997)